# Muscari lazulinum
Muscari lazulinum är en sparrisväxtart som beskrevs av Pierfelice Ravenna. Muscari lazulinum ingår i släktet pärlhyacinter, och familjen sparrisväxter.
Artens utbredningsområde är Israel. Inga underarter finns listade i Catalogue of Life.